# Portugalscy posłowie do Parlamentu Europejskiego 2019–2024
Portugalscy posłowie IX kadencji do Parlamentu Europejskiego zostali wybrani w wyborach przeprowadzonych 26 maja 2019, w których wyłoniono 21 deputowanych.

## Posłowie według list wyborczych
Partia Socjalistyczna
- Pedro Marques
- Maria Manuel Leitão Marques
- Carlos Zorrinho
- Margarida Marques
- Pedro Silva Pereira
- Sara Cerdas
- Isabel Santos
- Isabel Carvalhais, poseł do PE od 3 września 2019
- João Albuquerque, poseł do PE od 13 września 2022

Partia Socjaldemokratyczna
- Lídia Pereira
- Carlos Coelho, poseł do PE od 7 lipca 2023
- Ana Miguel dos Santos, poseł do PE od 2 kwietnia 2024
- Teófilo Santos, poseł do PE od 2 kwietnia 2024
- Vânia Neto, poseł do PE od 2 kwietnia 2024
- Ricardo Morgado, poseł do PE od 5 kwietnia 2024

Blok Lewicy
- José Gusmão
- Anabela Rodrigues, poseł do PE od 26 marca 2024

Unitarna Koalicja Demokratyczna
- Sandra Pereira
- João Pimenta Lopes, poseł do PE od 6 lipca 2021

Centrum Demokratyczne i Społeczne – Partia Ludowa
- Vasco Becker-Weinberg, poseł do PE od 26 marca 2024

Pessoas-Animais-Natureza
- Francisco Guerreiro

Byli posłowie IX kadencji do PE
- André Bradford (z listy PS), do 18 lipca 2019, zgon
- João Manuel Ferreira (z listy CDU), do 5 lipca 2021
- Manuel Pizarro (z listy PS), do 9 września 2022
- Álvaro Amaro (z listy PSD), do 6 lipca 2023
- Marisa Matias (z listy Bloku Lewicy) do 25 marca 2024
- Nuno Melo (z listy CDS-PP) do 25 marca 2024
- Paulo Rangel (z listy PSD), do 1 kwietnia 2024
- José Manuel Fernandes (z listy PSD), do 1 kwietnia 2024
- Graça Carvalho (z listy PSD), do 1 kwietnia 2024
- Cláudia Monteiro de Aguiar (z listy PSD), do 4 kwietnia 2024